# 1571
Il 1571 (MDLXXI in numeri romani) è un anno  del XVI secolo.

## Eventi
- Conquista spagnola delle Filippine.
- Annessione portoghese dell'Angola.
- Svezia - Instaurazione della chiesa di stato.
- Mosca viene bruciata dall'esercito crimeo sotto Devlet I Giray.
- Viene fondata la scuola di Grammatica Elisabettiana in Horncastle.
- 11 gennaio – Alla nobiltà austriaca viene garantita la libertà di culto.
- 23 gennaio – Apre a Londra il Royal Exchange.
- 7 febbraio – Bolla di soppressione dell'ordine religioso degli Umiliati emessa da papa Pio V.
- 25 maggio – Costituzione della terza Lega Santa.
- 1º agosto – Caduta di Famagosta e conquista di Cipro da parte dei Turchi.
- 7 ottobre – Battaglia di Lepanto: Le forze navali degli spagnoli, veneziani, genovesi e del Papa al comando di Don Giovanni d'Austria sconfiggono la flotta turca di Mehmet Alì Pascià.

### America del Nord
- 14-18 febbraio – Un gruppo di missionari gesuiti, guidati da Batista Segura, viene massacrato dai nativi americani nella baia di Chesapeake.

## Nati

### Gennaio
- 1º gennaio - Rutilio Manetti, pittore italiano († 1639)
- 4 gennaio - Orazio Mochi, scultore italiano († 1625)
- 9 gennaio - Karel Bonaventura Buquoy, generale tedesco († 1621)
- 21 gennaio - Johannes Isacius Pontanus, storiografo danese († 1639)
- 22 gennaio - Robert Bruce Cotton, politico inglese († 1631)

### Febbraio
- 7 febbraio - Gabriel Pereira de Castro, giurista, poeta e docente portoghese († 1632)
- 15 febbraio - Michael Praetorius, compositore e teorico della musica tedesco († 1621)

### Marzo
- 31 marzo - Pietro Aldobrandini, cardinale e collezionista d'arte italiano († 1621)

### Aprile
- 9 aprile - Jerónimo de Rocamora, generale spagnolo († 1639)
- 21 aprile - Jacob Isaaczoon van Swanenburg, pittore olandese († 1638)
- 22 aprile - Giovanni Branca, ingegnere e architetto italiano († 1645)
- 23 aprile - Leone Modena, rabbino italiano († 1648)
- 24 aprile - Diego de Pantoja, gesuita e missionario spagnolo († 1618)

### Maggio
- 11 maggio - Niwa Nagashige, militare giapponese († 1637)

### Giugno
- 10 giugno - Cesare Trombetta, presbitero italiano († 1623)
- 19 giugno - Giovanni Francesco Sagredo, nobile italiano († 1620)

### Luglio
- 16 luglio - Theodoor Galle, incisore, disegnatore e illustratore fiammingo († 1633)
- 22 luglio - Giovanni Battista Caccia, nobile italiano († 1609)

### Agosto
- 2 agosto - Carlo I di Guisa, nobile francese († 1640)

### Settembre
- 3 settembre - Maria Enrichetta di Nevers, nobile francese († 1601)
- 12 settembre - Álvaro de Bazán, generale spagnolo († 1646)
- 21 settembre - Giovanni Battista Magnani, architetto italiano († 1653)
- 21 settembre - Alfonso Navarrete, missionario spagnolo († 1617)
- 29 settembre - Caravaggio, pittore italiano († 1610)

### Ottobre
- 7 ottobre - Maria di Sassonia-Weimar, religiosa tedesca († 1610)
- 12 ottobre - Lorenzo Pignoria, storico, antiquario e archeologo italiano († 1631)
- 15 ottobre - Jacob Matham, incisore e disegnatore olandese († 1631)
- 28 ottobre - Giacomo Goria, vescovo cattolico italiano († 1648)
- 28 ottobre - Girolamo Marciano, medico e letterato italiano († 1628)

### Novembre
- 18 novembre - Sante Creara, pittore italiano († 1630)

### Dicembre
- 4 dicembre - Ferdinando d'Asburgo, principe († 1578)
- 8 dicembre - Orazio Lancellotti, cardinale italiano († 1620)
- 9 dicembre - Metius, matematico olandese († 1635)
- 20 dicembre - Scévole de Sainte-Marthe, storico e umanista francese († 1650)
- 20 dicembre - Louis de Sainte-Marthe, storico e umanista francese († 1659)
- 27 dicembre - Giovanni Keplero, astronomo, astrologo e matematico tedesco († 1630)
- 27 dicembre - Jan Wiggers, giurista e teologo belga († 1639)

### Senza giorno specificato
- Abdullah Ma'ayat Shah di Johor, sovrano malese († 1623)
- No Keo Kuman, sovrano laotiano († 1596)
- Mulla Sadra, filosofo e teologo iraniano († 1640)
- Henry Ainsworth, teologo inglese
- Barnabe Barnes, poeta e drammaturgo inglese († 1609)
- Bonifazio Bevilacqua Aldobrandini, cardinale e patriarca cattolico italiano († 1627)
- Willem Blaeu, cartografo e editore olandese († 1638)
- Vincenzo Casciarolo, chimico e alchimista italiano († 1624)
- Gaspare Celio, pittore italiano († 1640)
- Bernardino Cesari, pittore italiano († 1622)
- Francesco Colonna di Sciarra, I principe di Carbognano, nobile italiano († 1636)
- Camillo Costanzo, gesuita e missionario italiano († 1622)
- Alessandro Damasceni Peretti, cardinale italiano († 1623)
- Cornelis Jacobsz Delff, pittore olandese († 1643)
- Maria van Eicken, nobildonna olandese († 1636)
- Carlo Filiberto I d'Este, nobile († 1652)
- Gabrielle d'Estrées,  francese († 1599)
- Anastasio Fontebuoni, pittore italiano († 1626)
- Tiberio Gambaruti, letterato italiano († 1623)
- Pierre Gilles, storico svizzero († 1646)
- Costanza Gonzaga, nobile italiana († 1651)
- Hasekura Tsunenaga, militare giapponese († 1622)
- Frederick de Houtman, esploratore olandese († 1627)
- Giulio Cesare Lagalla, filosofo e medico italiano († 1624)
- Thomas Lupo, gambista e compositore inglese († 1627)
- Aodh Mac Aingil, poeta e teologo irlandese († 1626)
- Filipe de Magalhães, compositore portoghese († 1652)
- Karel van Mallery, incisore fiammingo
- Lucrezia Marinelli, poetessa e scrittrice italiana († 1653)
- Lelio Martinengo, militare italiano († 1626)
- Matsuura Hisanobu, militare giapponese († 1602)
- Mario Mattei Orsini, barone di Paganica, nobile e politico italiano († 1621)
- Juan de Mendoza y Luna, nobile spagnolo († 1628)
- Gasparo Mola, medaglista, orafo e scultore italiano († 1640)
- Paulus Moreelse, pittore e architetto olandese († 1638)
- Jan Harmensz von Müller, disegnatore e incisore olandese († 1628)
- Thomas Mun, economista inglese († 1641)
- Cesare Orsini, poeta italiano
- Giulio Parigi, architetto, matematico e incisore italiano († 1635)
- Panfilo Persico, presbitero italiano († 1625)
- Bartolomeo Picchiatti, architetto e ingegnere italiano († 1643)
- Carlo Antonio Procaccini, pittore italiano († 1630)
- Paolo Savelli, I principe di Albano, principe italiano († 1632)
- Bartolomeo Scala, religioso e storico italiano († 1652)
- Federico Spinola, ammiraglio italiano († 1603)
- Fabrizio Verospi, cardinale italiano († 1639)
- John Ward, compositore inglese († 1638)
- Yagyū Munenori, militare e scrittore giapponese († 1646)
- Krispin Zelger, politico e condottiero svizzero († 1626)
- Salomon de Brosse, architetto francese († 1626)
- Ascanio II della Corgna, nobile e politico italiano († 1606)
- Pieter van den Keere, cartografo, incisore e editore olandese († 1646)

## Morti

### Gennaio
- 1º gennaio - Virginia della Rovere,  italiana (n. 1544)
- 2 gennaio - Gaspar de Zúñiga y Avellaneda, cardinale e arcivescovo cattolico spagnolo (n. 1507)
- 3 gennaio - Gioacchino II di Brandeburgo, nobile tedesco (n. 1505)
- 5 gennaio - Eucherio Sanvitale, vescovo cattolico italiano
- 9 gennaio - Nicolas Durand de Villegaignon, ammiraglio francese (n. 1510)
- 13 gennaio - Giovanni di Brandeburgo-Küstrin, nobile tedesco (n. 1513)
- 19 gennaio - Paris Bordon, pittore italiano (n. 1500)
- 28 gennaio - Anne Bourchier, nobile britannica (n. 1517)

### Febbraio
- 12 febbraio - Nicholas Throckmorton, politico britannico (n. 1515)
- 13 febbraio - Benvenuto Cellini, scultore, orafo e scrittore italiano (n. 1500)
- 21 febbraio - Lodovico Castelvetro, filologo e critico letterario italiano (n. 1505)
- 23 febbraio - Andrea Calmo, commediografo, attore teatrale e poeta italiano
- 24 febbraio - Joachim Meyer, maestro di scherma svizzero (n. 1537)

### Marzo
- 14 marzo - Giovanni II d'Ungheria, nobile ungherese (n. 1540)
- 15 marzo - Aben Aboo, rivoluzionario spagnolo
- 15 marzo - Carlo Grassi, cardinale e vescovo cattolico italiano (n. 1519)
- 20 marzo - Giovanni Animuccia, compositore italiano
- 20 marzo - Lionello II Pio di Savoia, politico (n. 1477)
- 21 marzo - Hans Asper, pittore svizzero (n. 1499)
- 21 marzo - Odet de Coligny, cardinale e vescovo cattolico francese (n. 1517)

### Aprile
- 2 aprile - Pedro Afán de Ribera, duca (n. 1509)

### Maggio
- 4 maggio - Pierre Viret, teologo francese (n. 1511)
- 24 maggio - William Graham, II conte di Montrose, nobile e politico scozzese (n. 1492)
- 24 maggio - Flaminio Paleologo, militare italiano (n. 1518)

### Giugno
- 4 giugno - Sigismondo Arquer, giurista e letterato spagnolo (n. 1530)
- 7 giugno - Francesco Corteccia, compositore e organista italiano (n. 1502)
- 7 giugno - Alessandro Pallantieri, funzionario italiano (n. 1505)
- 20 giugno - Agostino Baglione, vescovo cattolico italiano

### Luglio
- 4 luglio - Ujiie Naotomo, militare giapponese (n. 1512)
- 6 luglio - Mōri Motonari, militare giapponese (n. 1497)
- 15 luglio - Shimazu Takahisa, militare giapponese (n. 1514)
- 25 luglio - Marcantonio Giustinian, editore, tipografo e ambasciatore italiano (n. 1516)
- 30 luglio - Cesare Moncada, nobile e politico italiano
- 31 luglio - Francesco Ferdinando d'Avalos, nobile e politico italiano (n. 1530)

### Agosto
- 4 agosto - Astorre II Baglioni, condottiero italiano (n. 1526)
- 4 agosto - Alvise Martinengo, nobile e militare italiano (n. 1522)
- 5 agosto - Giannotto Castiglioni, militare italiano
- 17 agosto - Marcantonio Bragadin, politico e militare italiano (n. 1523)

### Settembre
- 4 settembre - Matthew Stuart, nobile scozzese (n. 1516)

### Ottobre
- 7 ottobre - Dorotea di Sassonia-Lauenburg, regina (n. 1511)
- 7 ottobre - Müezzinzade Alì Pascià, ammiraglio turco
- 7 ottobre - Mehmet Shoraq, ammiraglio turco (n. 1525)
- 9 ottobre - Agostino Barbarigo, ammiraglio italiano (n. 1516)
- 13 ottobre - Polissena di San Macario,  italiana
- 21 ottobre - Hōjō Ujiyasu, militare giapponese (n. 1515)
- 27 ottobre - William Parr, I marchese di Northampton, nobile britannico (n. 1513)

### Novembre
- 10 novembre - Jérôme Souchier, abate e cardinale francese (n. 1508)
- 13 novembre - Marfa Vasil'evna Sobakina,  russa (n. 1552)
- 24 novembre - Jan Blahoslav, umanista, linguista e compositore ceco (n. 1523)

### Dicembre
- 3 dicembre - Ascanio della Corgna, nobile e condottiero italiano (n. 1514)
- 14 dicembre - Lorenzo Strozzi, cardinale, arcivescovo cattolico e abate italiano (n. 1513)
- 16 dicembre - Gasparo Duiffopruggar, liutaio tedesco (n. 1514)

### Senza giorno specificato
- Abdul Jalil Shah I di Johor, sovrano malese
- Setthathirat I, sovrano laotiano (n. 1534)
- Titu Cusi Yupanqui, imperatore inca (n. 1535)
- Giovanni Francesco Bezzi, pittore italiano (n. 1530)
- Pompeo Cesura, pittore, incisore e scultore italiano
- Antonio Conte, ingegnere italiano
- Gabriel de la Cueva, generale e duca spagnolo
- Francesco Da Collo, diplomatico italiano
- Nicolò dell'Abate, pittore italiano
- Georg Fabricius, poeta e umanista tedesco (n. 1516)
- Orazio Fontana, ceramista italiano (n. 1510)
- Ottaviano Fregoso, condottiero italiano
- Gasparro Fuscolillo, storico e religioso italiano
- Baldassarre Lanci, ingegnere militare, architetto e inventore italiano (n. 1510)
- Marco Lauro, vescovo cattolico italiano
- Tristan de Luna y Arellano, esploratore spagnolo (n. 1519)
- Juan de Mal Lara, scrittore spagnolo (n. 1524)
- Maso da San Friano, pittore italiano (n. 1531)
- Bartolomeo Maranta, fisico e botanico italiano (n. 1500)
- Bartolomeo Neroni, pittore e scultore italiano
- Lambert van Noort, pittore belga (n. 1520)
- Andrés de Olmos, linguista e missionario spagnolo
- Robert Parsons, compositore e cantore inglese
- Anton van den Wyngaerde, cartografo e disegnatore fiammingo (n. 1525)

## Calendario
| Calendario 1571 | Calendario 1571 | Calendario 1571 | Calendario 1571 | Calendario 1571 | Calendario 1571 | Calendario 1571 | Calendario 1571 | Calendario 1571 | Calendario 1571 | Calendario 1571 | Calendario 1571 | Calendario 1571 | Calendario 1571 | Calendario 1571 | Calendario 1571 | Calendario 1571 | Calendario 1571 | Calendario 1571 | Calendario 1571 | Calendario 1571 | Calendario 1571 | Calendario 1571 | Calendario 1571 | Calendario 1571 | Calendario 1571 | Calendario 1571 | Calendario 1571 | Calendario 1571 | Calendario 1571 | Calendario 1571 | Calendario 1571 | Calendario 1571 |
| --------------- | --------------- | --------------- | --------------- | --------------- | --------------- | --------------- | --------------- | --------------- | --------------- | --------------- | --------------- | --------------- | --------------- | --------------- | --------------- | --------------- | --------------- | --------------- | --------------- | --------------- | --------------- | --------------- | --------------- | --------------- | --------------- | --------------- | --------------- | --------------- | --------------- | --------------- | --------------- | --------------- |
|                 | 1               | 2               | 3               | 4               | 5               | 6               | 7               | 8               | 9               | 10              | 11              | 12              | 13              | 14              | 15              | 16              | 17              | 18              | 19              | 20              | 21              | 22              | 23              | 24              | 25              | 26              | 27              | 28              | 29              | 30              | 31              |                 |
| Gennaio         | Lu              | Ma              | Me              | Gi              | Ve              | Sa              | Do              | Lu              | Ma              | Me              | Gi              | Ve              | Sa              | Do              | Lu              | Ma              | Me              | Gi              | Ve              | Sa              | Do              | Lu              | Ma              | Me              | Gi              | Ve              | Sa              | Do              | Lu              | Ma              | Me              |                 |
| Febbraio        | Gi              | Ve              | Sa              | Do              | Lu              | Ma              | Me              | Gi              | Ve              | Sa              | Do              | Lu              | Ma              | Me              | Gi              | Ve              | Sa              | Do              | Lu              | Ma              | Me              | Gi              | Ve              | Sa              | Do              | Lu              | Ma              | Me              |                 |                 |                 |                 |
| Marzo           | Gi              | Ve              | Sa              | Do              | Lu              | Ma              | Me              | Gi              | Ve              | Sa              | Do              | Lu              | Ma              | Me              | Gi              | Ve              | Sa              | Do              | Lu              | Ma              | Me              | Gi              | Ve              | Sa              | Do              | Lu              | Ma              | Me              | Gi              | Ve              | Sa              |                 |
| Aprile          | Do              | Lu              | Ma              | Me              | Gi              | Ve              | Sa              | Do              | Lu              | Ma              | Me              | Gi              | Ve              | Sa              | Do              | Lu              | Ma              | Me              | Gi              | Ve              | Sa              | Do              | Lu              | Ma              | Me              | Gi              | Ve              | Sa              | Do              | Lu              |                 |                 |
| Maggio          | Ma              | Me              | Gi              | Ve              | Sa              | Do              | Lu              | Ma              | Me              | Gi              | Ve              | Sa              | Do              | Lu              | Ma              | Me              | Gi              | Ve              | Sa              | Do              | Lu              | Ma              | Me              | Gi              | Ve              | Sa              | Do              | Lu              | Ma              | Me              | Gi              |                 |
| Giugno          | Ve              | Sa              | Do              | Lu              | Ma              | Me              | Gi              | Ve              | Sa              | Do              | Lu              | Ma              | Me              | Gi              | Ve              | Sa              | Do              | Lu              | Ma              | Me              | Gi              | Ve              | Sa              | Do              | Lu              | Ma              | Me              | Gi              | Ve              | Sa              |                 |                 |
| Luglio          | Do              | Lu              | Ma              | Me              | Gi              | Ve              | Sa              | Do              | Lu              | Ma              | Me              | Gi              | Ve              | Sa              | Do              | Lu              | Ma              | Me              | Gi              | Ve              | Sa              | Do              | Lu              | Ma              | Me              | Gi              | Ve              | Sa              | Do              | Lu              | Ma              |                 |
| Agosto          | Me              | Gi              | Ve              | Sa              | Do              | Lu              | Ma              | Me              | Gi              | Ve              | Sa              | Do              | Lu              | Ma              | Me              | Gi              | Ve              | Sa              | Do              | Lu              | Ma              | Me              | Gi              | Ve              | Sa              | Do              | Lu              | Ma              | Me              | Gi              | Ve              |                 |
| Settembre       | Sa              | Do              | Lu              | Ma              | Me              | Gi              | Ve              | Sa              | Do              | Lu              | Ma              | Me              | Gi              | Ve              | Sa              | Do              | Lu              | Ma              | Me              | Gi              | Ve              | Sa              | Do              | Lu              | Ma              | Me              | Gi              | Ve              | Sa              | Do              |                 |                 |
| Ottobre         | Lu              | Ma              | Me              | Gi              | Ve              | Sa              | Do              | Lu              | Ma              | Me              | Gi              | Ve              | Sa              | Do              | Lu              | Ma              | Me              | Gi              | Ve              | Sa              | Do              | Lu              | Ma              | Me              | Gi              | Ve              | Sa              | Do              | Lu              | Ma              | Me              |                 |
| Novembre        | Gi              | Ve              | Sa              | Do              | Lu              | Ma              | Me              | Gi              | Ve              | Sa              | Do              | Lu              | Ma              | Me              | Gi              | Ve              | Sa              | Do              | Lu              | Ma              | Me              | Gi              | Ve              | Sa              | Do              | Lu              | Ma              | Me              | Gi              | Ve              |                 |                 |
| Dicembre        | Sa              | Do              | Lu              | Ma              | Me              | Gi              | Ve              | Sa              | Do              | Lu              | Ma              | Me              | Gi              | Ve              | Sa              | Do              | Lu              | Ma              | Me              | Gi              | Ve              | Sa              | Do              | Lu              | Ma              | Me              | Gi              | Ve              | Sa              | Do              | Lu              |                 |